# Hackenbush

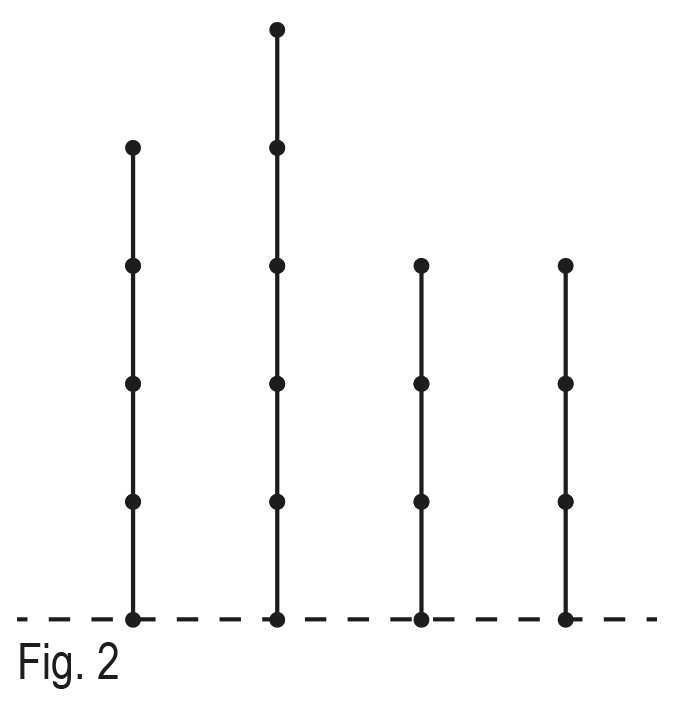
En speluppställning med fyra stycken grenar som kan beskäras av spelarna

Hackenbush avser inom spelteori ett spel med två spelare, ena kallas höger {\displaystyle H} och andra kallas vänster {\displaystyle V}. Spelet spelas på en graf med en linje som kallas för grund; till den kopplas kanter med tillhörande noder. En spelare kan i varje drag beskära grafen, det vill säga ta bort en kant och tillhörande graf som inte längre är kopplad till grunden. Under spelets gång blir grafen mindre och mindre och till slut finns det inga kanter kvar och då förlorar den som inte kan utföra ett drag. Spelet upptäcktes av John Conway, och beskrivs i hans bok On Numbers and Games.

Den vanlig varianten är den som beskrivits ovan, förutom den finns det en variant som heter Blåröd-hackenbush. I denna variant kan enbart vänster beskära blå, och höger beskära röd. Dessutom finns det en Blårödgrön-hackenbush som fungerar som tidigare, men det finns gröna kanter som kan beskäras av både höger och vänster.